# Игнатий Кюстендилски
Игнатий (на гръцки: Ιγνάτιος) е български духовник, родоски и кюстендилски митрополит на Вселенската патриаршия.

## Биография
Игнатий е българин по произход, роден с фамилията Василев (на гръцки Василиадис) в село Караагач, Одринско. В 1856 става митрополит на Родоска епархия. В 1861 година е преместен и е наследен от Кирил Пигас-Пападакис.
След изгонването на кюстендилския митрополит Дионисий на 3 декември 1860 г. поради извършени финансови и други злоупотреби, кюстендилското гражданство обявява, че иска за владика българина Авксентий. Цариградския патриарх обаче назначава на 25 февруари 1861 година за кюстендилски митрополит Игнатий, бивш родоски митрополит. Кюстендилци отказват да приемат за митрополит духовник, назначен от Цариградската патриаршия, докато не бъде решен българския църковен въпрос. Поради тези брожения Игнатий не се решава да дойде в епархията си, а изпраща в Кюстендил своя протосингел, който също се нарича Игнатий.
През май – юни 1861 година е патриаршески екзарх в Силиврийската епархия. На 21 февруари 1862 година заминава като екзарх за Митилини.
Кюстендилският митрополит пристига в Кюстендил едва през 1864 г. Между него и кюстендилци възникват нови пререкания. Гражданите отказват да заплатят на Игнатий „владишнината“ за времето на неговото отсъствие от града, стига се до намесата на властта. Кюстендилци искат от митрополита да се откаже от гръцката Цариградска патриаршия, а след като той отказва, правят няколко опита да го изхвърлят насилствено от митрополията. В резултат на множеството провокации и нежеланието на кюстендилското гражданство да го приеме за свой владика, Игнатий сам напуска митрополитския дом.
През октомври 1869 година цариградският патриарх отзовава митрополит Игнатий и го повиква в Цариград. Вместо да се върне там, Игнатий се оттегля в къщата си в Кюстендил и имението си в село Соволяно, Кюстендилско - т. нар. Владишка кула. Той дочаква Освобождението на България и умира в Кюстендил на 23 октомври 1886 г.